# Carl Wilhelm Holdermann

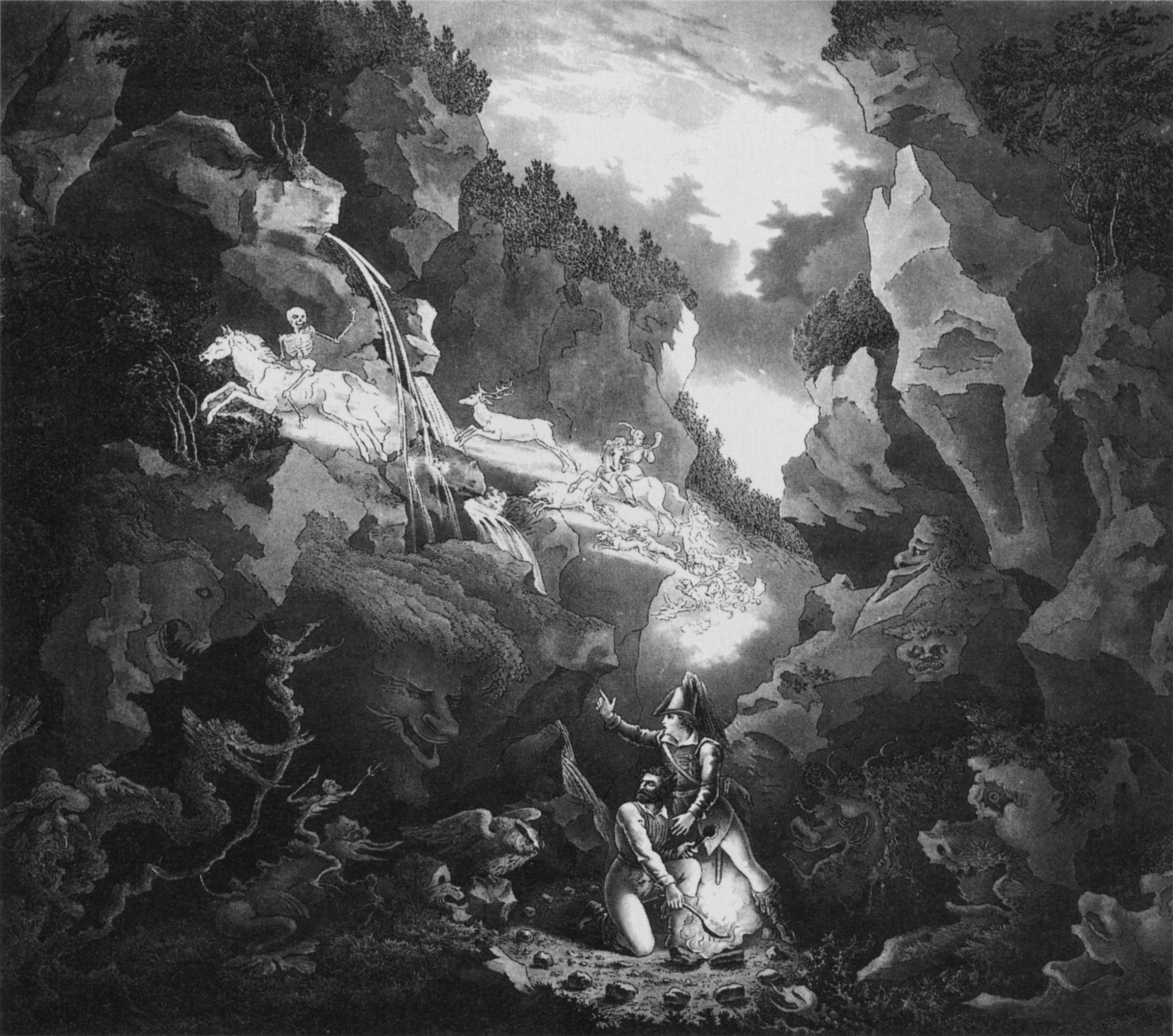
Lithographie „Die Wolfsschlucht“ aus der Oper von C. M. von Weber der Freischütz von Carl Wilhelm Holdermann 1822 nach Liebers Zeichnung und mit Staffagen von Schwerdgeburth

Carl Wilhelm Holdermann (* 1783 in der Nähe von Kassel; † 1852 in Weimar?) war Dekorateur und Hofschauspieler in Bamberg und in Weimar.

## Werdegang
Der Sohn eines hessischen Offiziers war zunächst auch Soldat. Seine Neigung zum Zeichnen und Theater war indes größer. So erhielt er 1808 unter dem hessischen Hofschauspieler in Offenbach und späteren  Hoftheatermaler in Braunschweig Friedrich Christian Beuther Unterricht. 1810 trat er erstmals als Theatermaler in Bamberg auf. Er schuf auch für die Bühnendekoration das Bild „Die Wolfsschlucht“ für Carl Maria von Webers Oper Der Freischütz, die 1821 in Berlin uraufgeführt wurde (für die Uraufführung nicht (!)), jedoch für die Aufführung 1822 in Weimar in Aquatinta nach einer Zeichnung von Carl Wilhelm Lieber, welche mit Figurenstaffage  Carl August Schwerdgeburth ergänzte. Ab 1824 war er in Weimar tätig und hatte dabei als Gehilfen Alfred Heideloff. Auch hier schuf er vorwiegend Theaterdekorationen, fungierte zugleich als Regisseur. Zu denen zählt die zur Die Braut von Messina von Friedrich Schiller. Für Goethe stellte er Radierungen nach dessen Zeichnungen und Skizzen her, die u. a. von Johann Heinrich Meyer überarbeitet wurden, die ursprünglich für einen Gedichtzyklus vorgesehen waren. Beteiligt war daran auch Carl Wilhelm Lieber. Diese mit erläuternden Versen Goethes versehene Sammlung wurde vom Hofmaler Carl August Schwerdgeburth herausgegeben. Darin befindet sich auch eine Lithographie des Bildes „Die Wolfsschlucht“ Karl Maria von Webers Oper Der Freischütz von Schwerdtgeburth und Lieber nach dem Bühnenbild, wie es von Holdermann zuvor nach Liebers Vorlage mit der Staffage von Schwerdgeburth herausgebracht wurde.
Für die Weimarer Klassik ist er weiterhin durch seine Zeichnungen und Radierungen von Bedeutung wie unter anderem des Schloss Tiefurt, Schloss Ettersburg.